# Château d'Uzès
Pour les articles homonymes, voir Château (homonymie) et Uzès.
Le château d'Uzès (ou le Duché) est un château fort du XIe siècle, de la ville médiévale d'Uzès dans le Gard, en Occitanie. Il est inscrit aux monuments historiques depuis 1934, et partiellement classé depuis 1889.

## Histoire
Un premier camp romain-castrum est fondé sur le point culminant d'Uzès (Ucetia), entre Languedoc et Provence, à l'époque de la Gaule romaine, et du peuple gaulois Volques Arécomiques. 

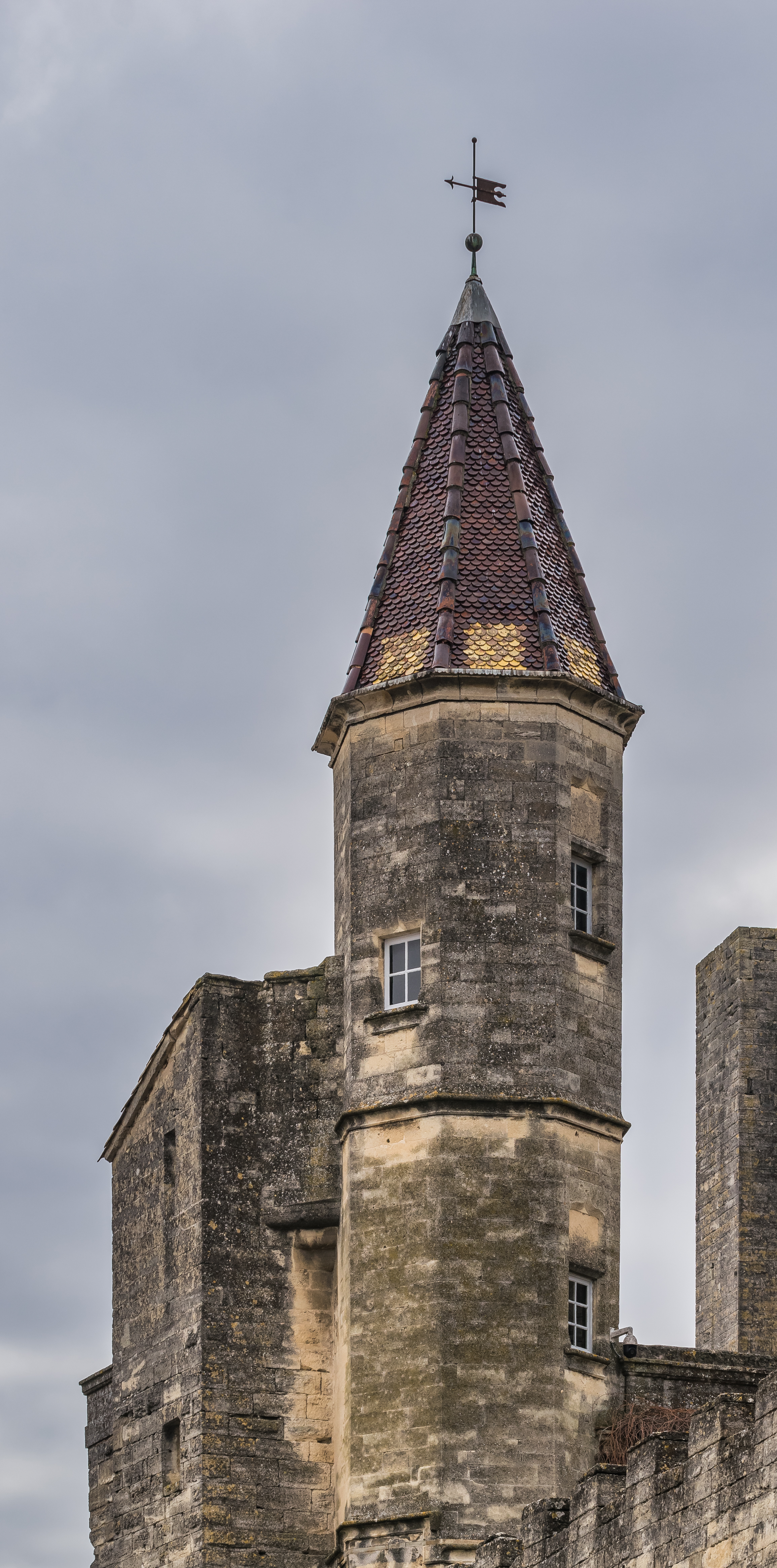
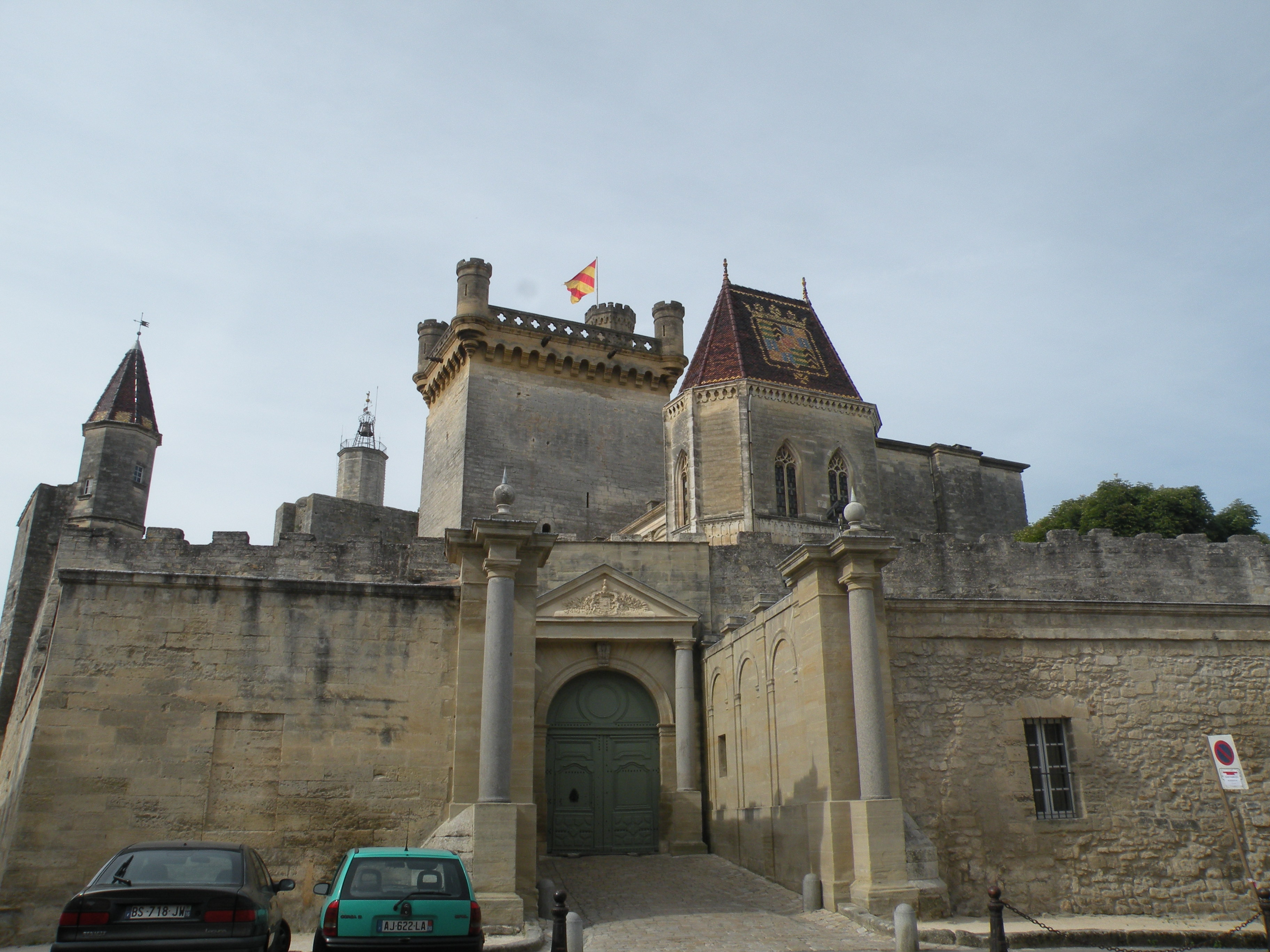
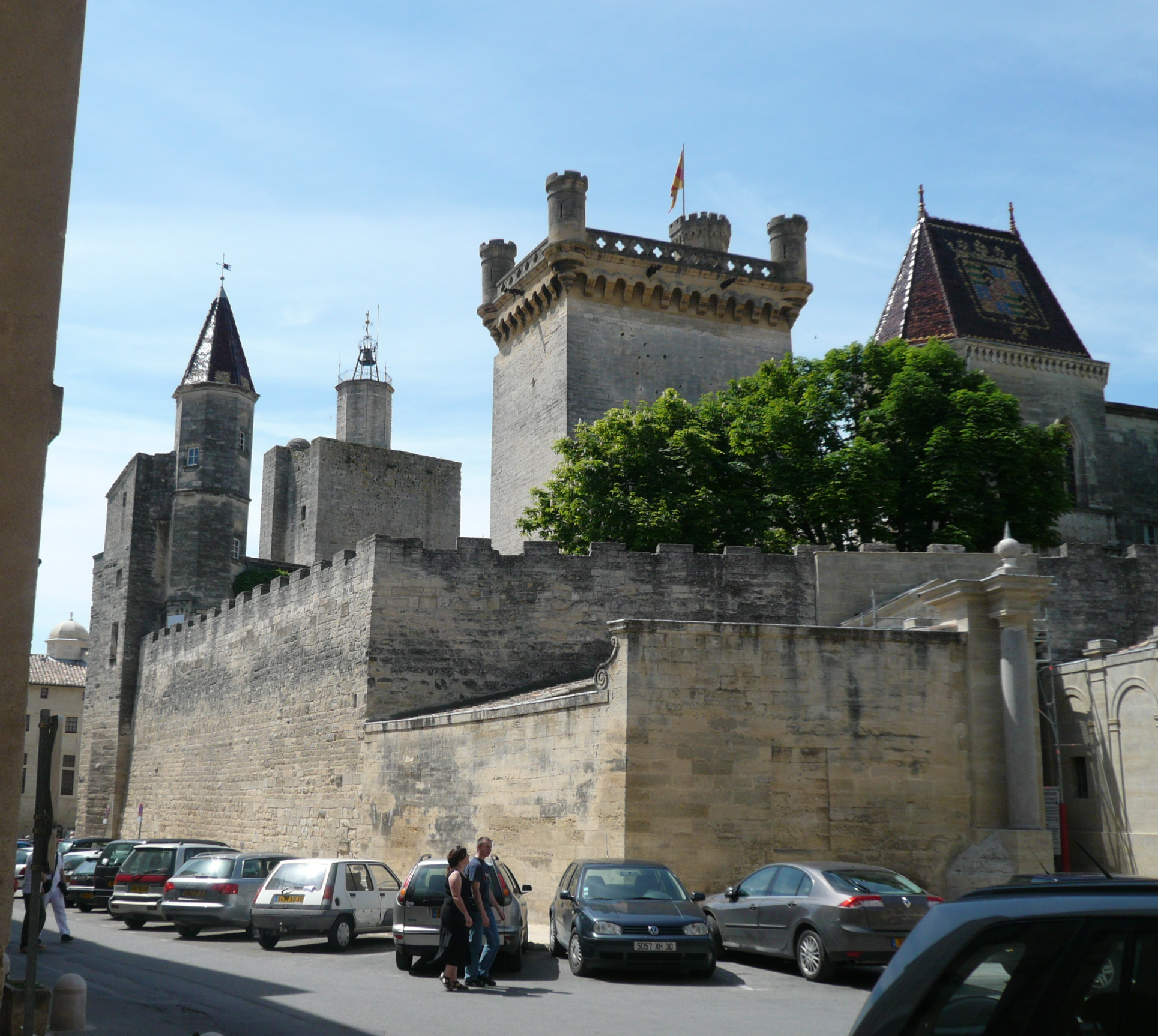
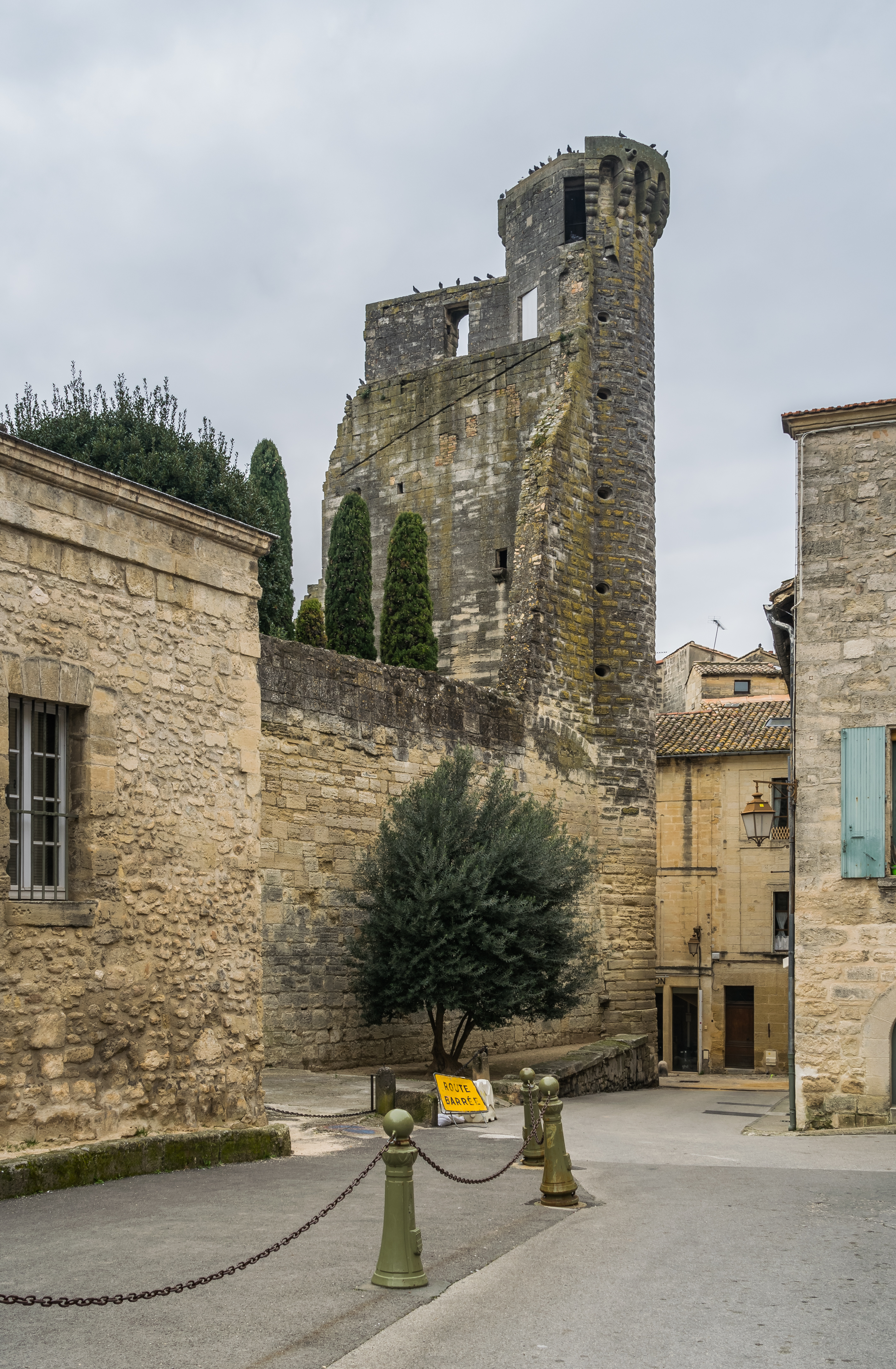

### Seigneurie
La seigneurie d'Uzès est fondée au XIe siècle, au début de la féodalité, par Elzéart d'Uzès (1er seigneur d'Uzès). La ville fortifiée et son château fort sont alors érigés (puis remaniés avec le temps) sur l'emplacement du précédant castrum, avec ses remparts, ses tours d'angles, son donjon de 42 mètres (ou tour Bermonde), construite par Bermond Ier d'Uzès au XIIe siècle, son logis seigneurial (avec façade Renaissance du XVIe siècle), ses caves millénaires, et sa chapelle castrale gothique flamboyante du XVIe siècle (avec toiture en tuile vernissée de Bourgogne aux armes du 1er duc d'Uzès Antoine de Crussol du XVIe siècle, de la Maison de Crussol),.

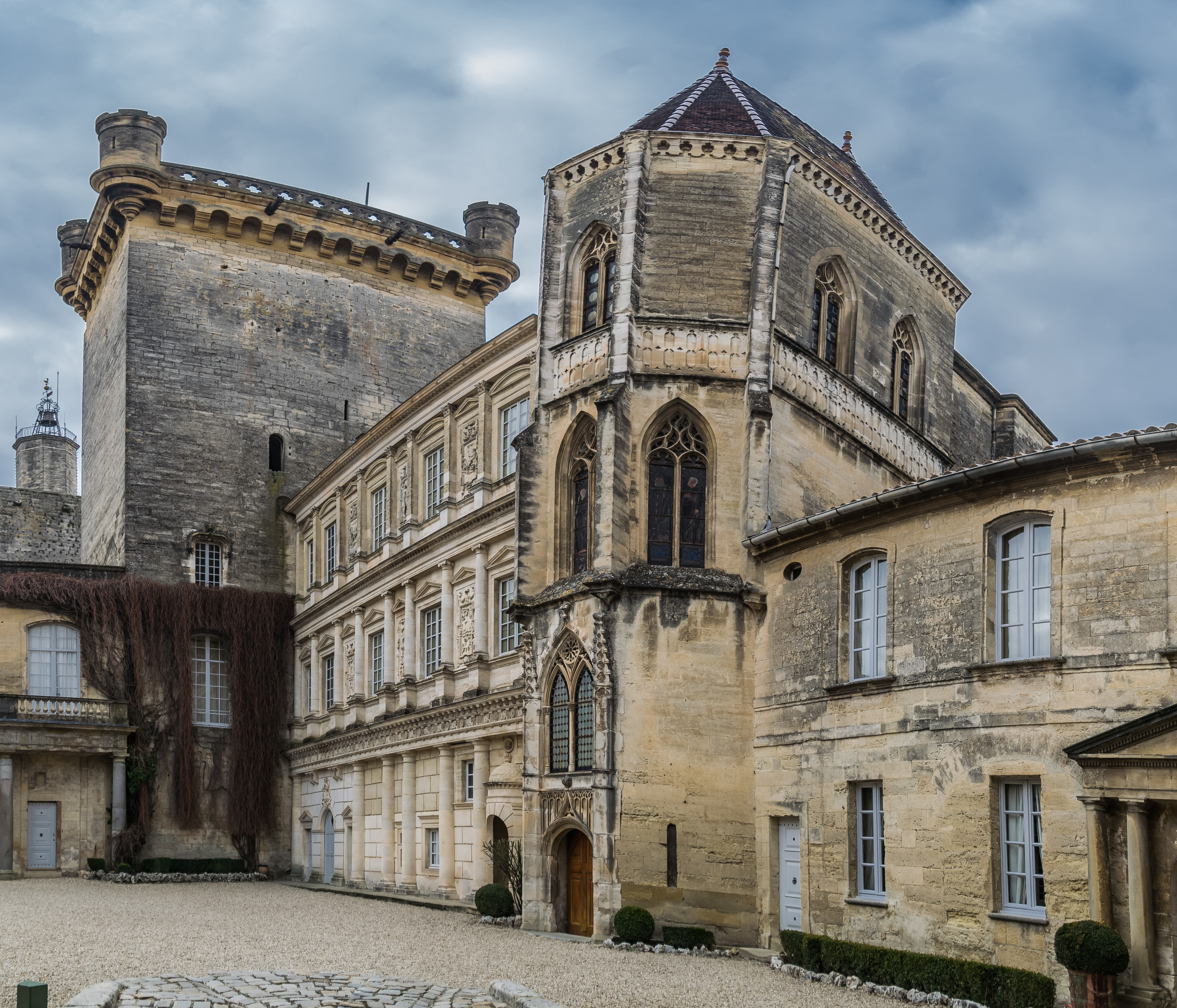
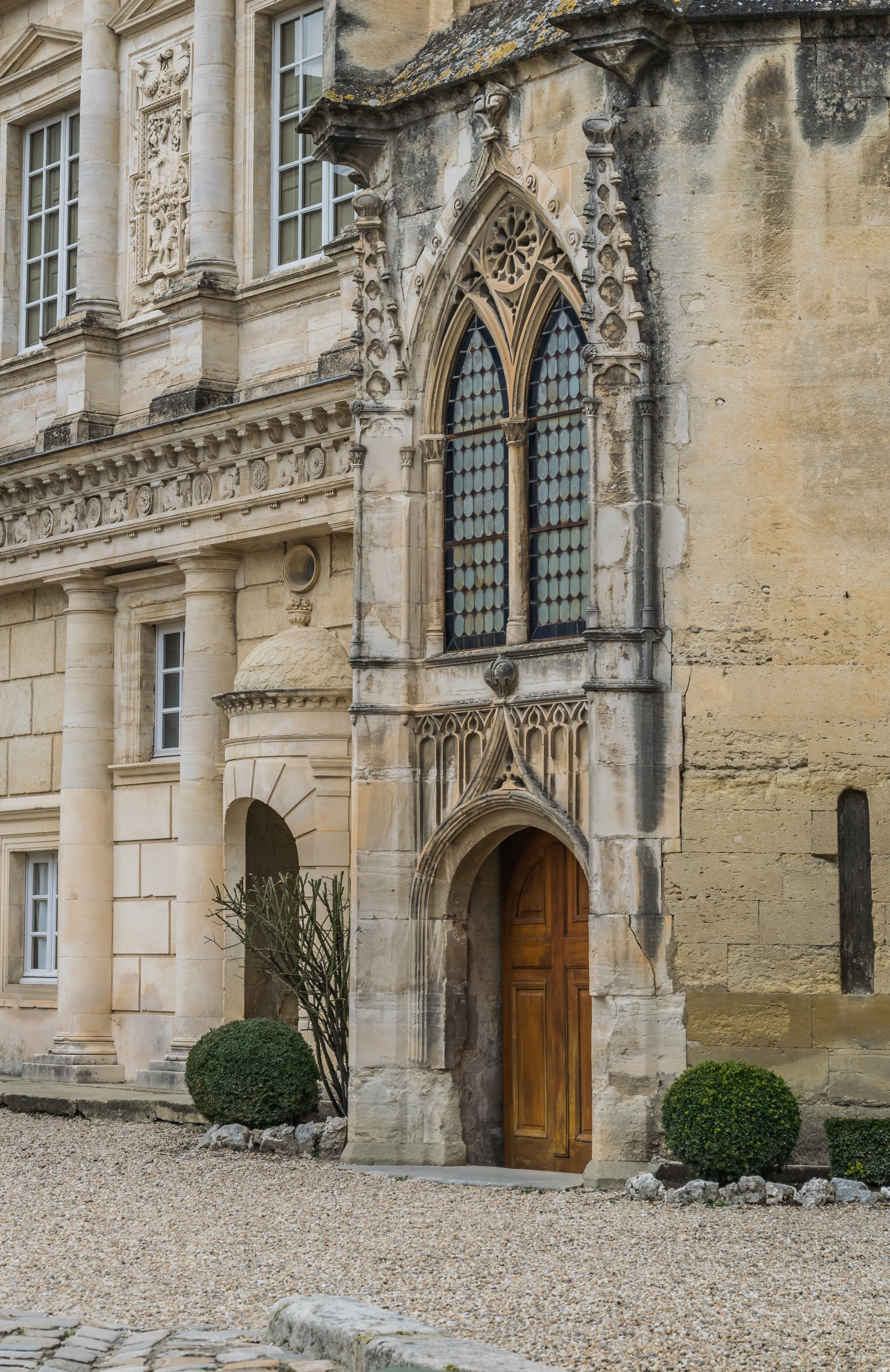
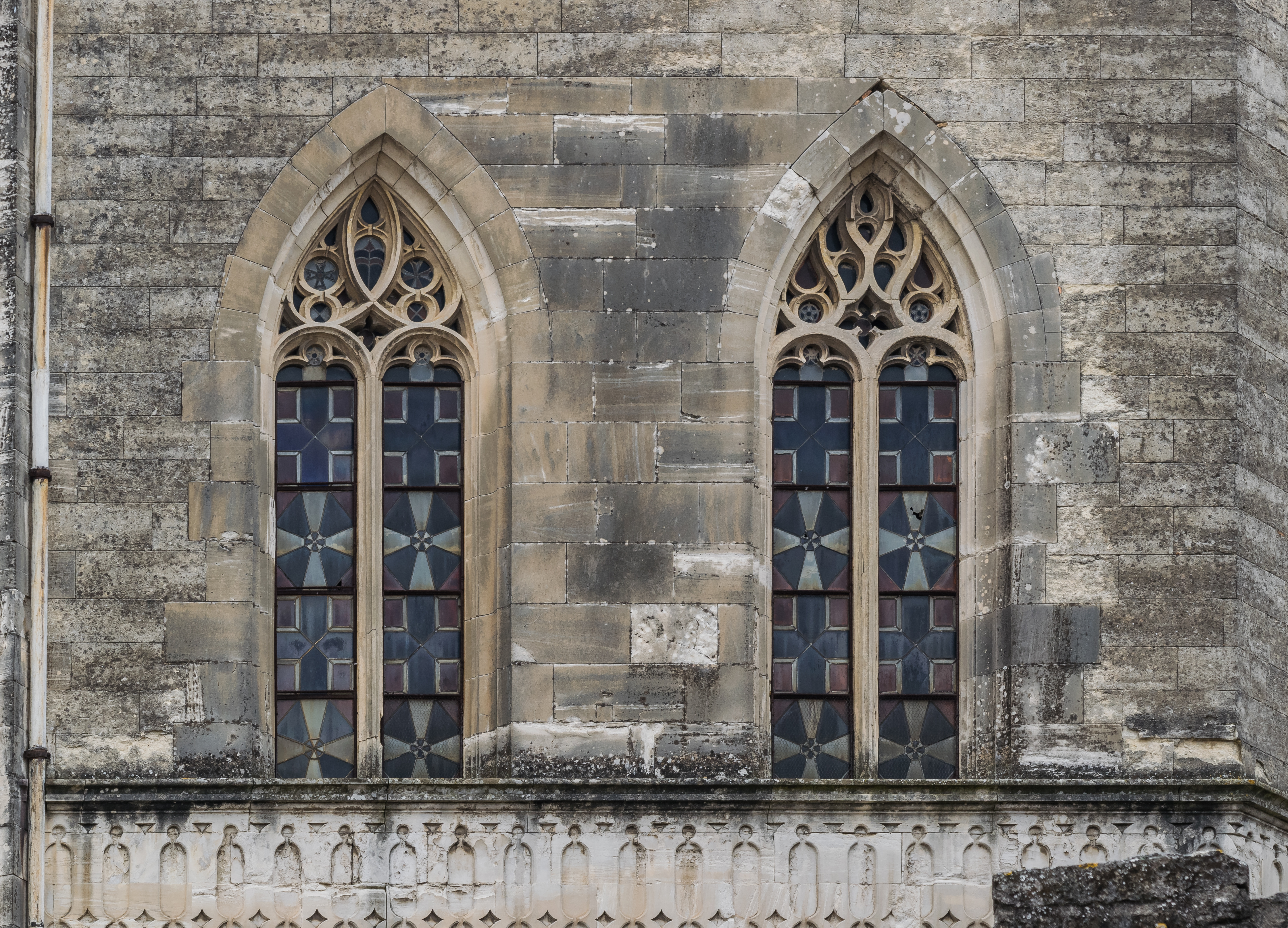
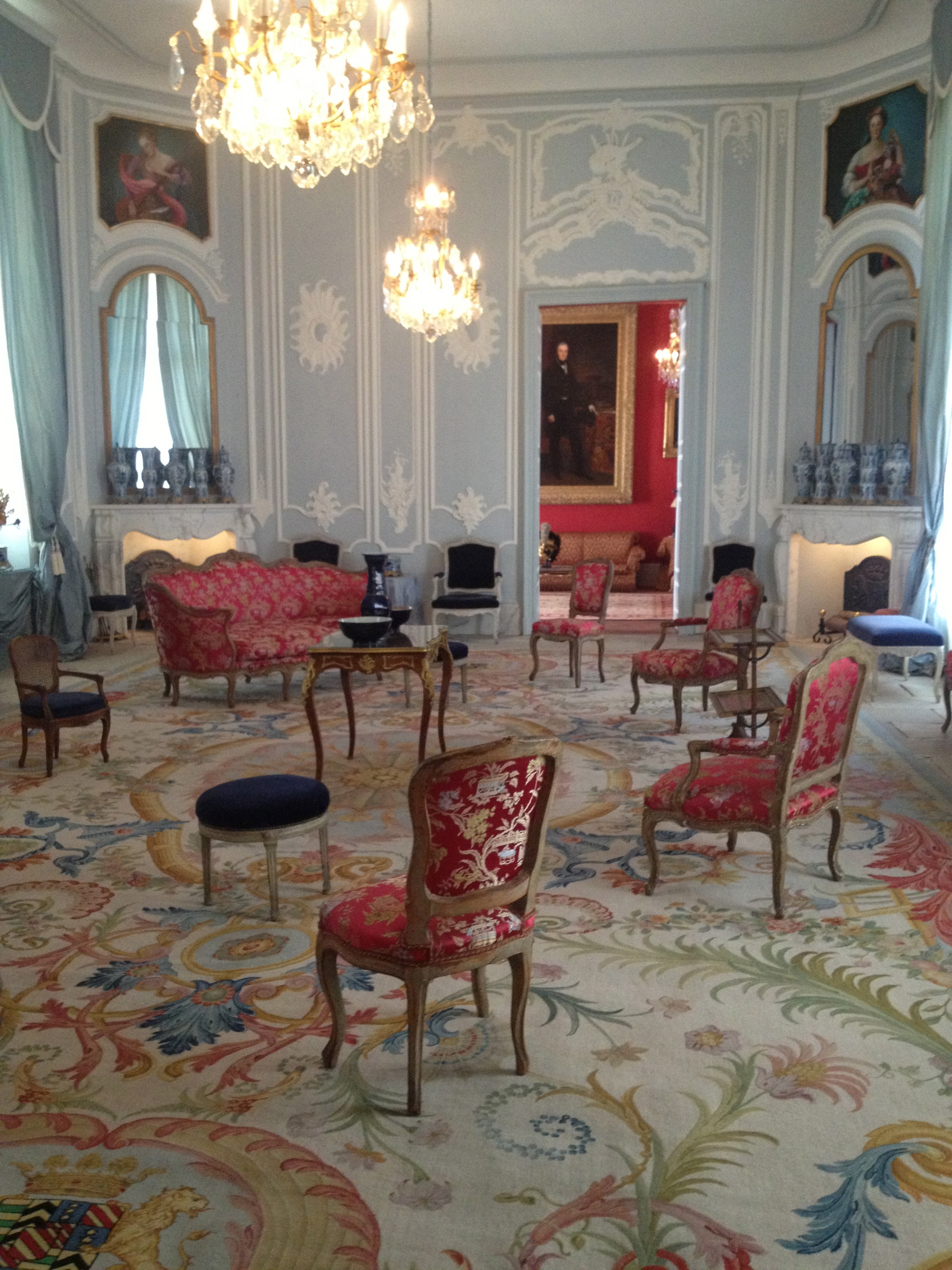

### Duché d'Uzès
L’évêque d'Uzès Jehan II de Saint-Gelais converti le puissant diocèse d'Uzès au protestantisme en 1566. La cité, en grande partie protestante, prend alors parti pour la Réforme, et fut très éprouvée par les Guerres de Religion.
Alors que le vicomte protestant d'Uzès Antoine de Crussol (Maison de Crussol) œuvre à essayer de réconcilier catholiques et protestants du sud de la France, le roi Charles IX érige Uzès en duché, en 1565, et le nomme 1er duc d'Uzès, puis duc et pair de France en février 1572 (Pairie de France), avant le massacre de la Saint-Barthélemy du 24 août à Paris, et la conversion du duc au catholicisme.
Le château est vendu comme bien national à la Révolution française, et transformé en collège. Le 10e duc d'Uzès Marie-François-Emmanuel de Crussol rachète son château à la Seconde Restauration, en 1824, avant qu'il ne redevienne à nouveau un collège à la suite de difficultés financières de ses successeurs. En 1951, la marquise de Crussol lance d'importants travaux de restauration du château. En 1957, elle l'achète à son neveu Emmanuel Jacques, le 15e duc d'Uzès. Au début des années 1960, elle intervient auprès d'André Malraux, ministre des Affaires culturelles. La loi Malraux de 1962 permet qu'un secteur sauvegardé soit créé à Uzès en 1965.

### AuXXIesiècle
Le château est à ce jour ouvert à la visite, propriété du 17e duc Jacques-Emmanuel de Crussol d'Uzès (hériter-descendant des précédents). Il est classé avec la cité  médiévale d'Uzès : secteur sauvegardé depuis 1978, et ville d'art et d'histoire depuis 2008.

## Autres tours d'Uzès

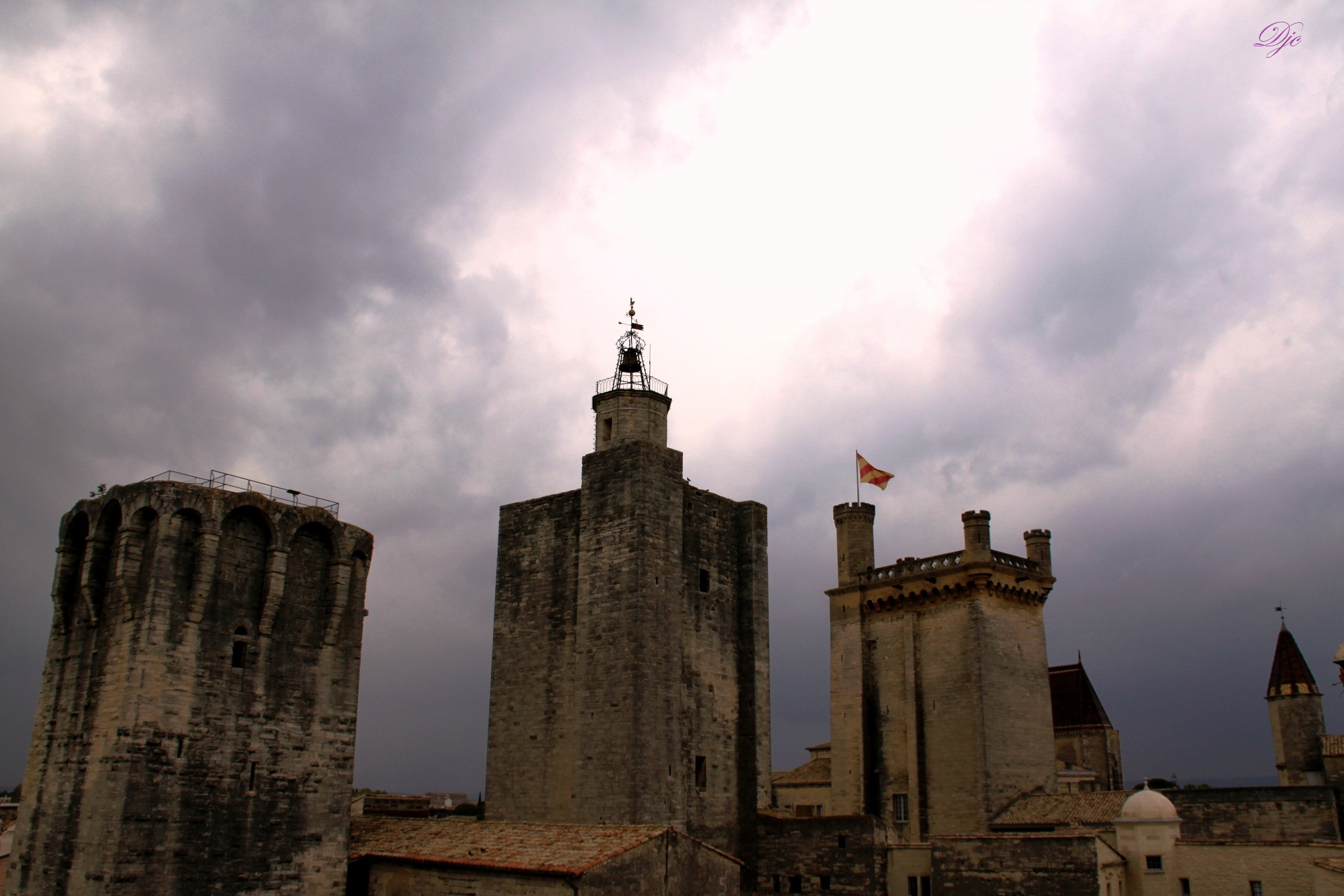
Alignement des trois tours-donjons du Roi, de l'Évêque, et du Duché

L'alignement des trois tours-donjons d'Uzès symbolisent les trois formes de pouvoirs royal, épiscopal, et ducal du Moyen Âge, avec :
- la tour du Roi (ou la tour des Prisons) et ses mâchicoulis symboles de la monarchie, et son jardin médiéval au pied de la tour.
- la tour de l'Évêque (ou tour de l'Horloge) surmontée d'un campanile, des évêques d'Uzès (diocèse d'Uzès)
- la tour du Duché : le donjon de 42 m du XIIe siècle, du château fort d'Uzès

- la tour Fenestrelle de 42 m (XIIe siècle) de la cathédrale Saint-Théodorit d'Uzès (XIe siècle), 4e tours d'Uzès.